# Hanover (Indiana)
Pour les articles homonymes, voir Hanover.
Hanover est une municipalité américaine située dans le comté de Jefferson en Indiana. Lors du recensement de 2010, sa population est de 3 546 habitants.

## Géographie
Hanover se trouve à proximité des rives de la rivière Ohio, à l'ouest de Madison.
Selon le Bureau du recensement des États-Unis, la municipalité s'étend en 2010 sur une superficie de 2,31 milles carrés (5,98 km2).

## Histoire
Vers 1808, Williamson Dunn s'installe sur le futur site de Hanover qui prend alors le nom de Dunn's Settlement. La région se développe, avec l'arrivée de nombreux Scots d'Ulster. L'école qui deviendra le Hanover College (en) y est fondée en 1827. Hanover accueille toujours le campus de cette université privée, la plus ancienne de l'État.

## Culture
Hanover compte plusieurs monuments inscrits au Registre national des lieux historiques :
- la maison Crowe-Garritt, occupée par le fondateur du Hanover College, John Finley Crowe, de 1824 à 1860 puis son beau-fils Joshua Bolles Garritt (enseignant au Hanover College, 1860-1918) et la fille de celui-ci Leila Gamitt (bibliothécaire du Hanover College, 1918-1934)[4] ;
- la bibliothèque Thomas A. Hendricks, construite en 1903 sur le campus du Hanover College dans un style néo-colonial et nommée en l'honneur du futur gouverneur et vice-président Hendricks[5] ;
- l'église épiscopale méthodiste africaine St. Stephen construite vers 1904 par la communauté noire locale, alors composée d'anciens esclaves et de leurs descendants[6].

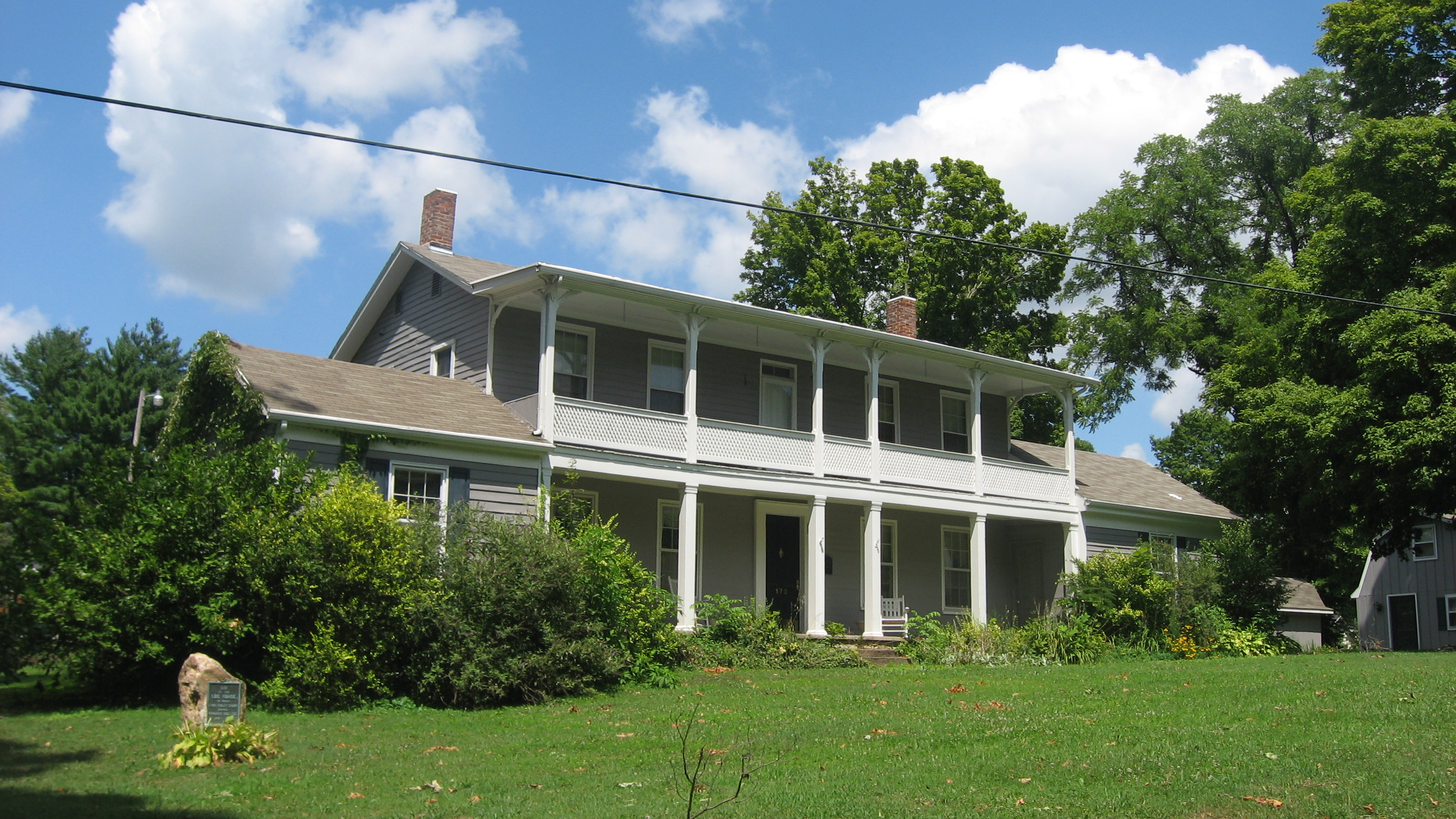
La maison Crowe-Garritt
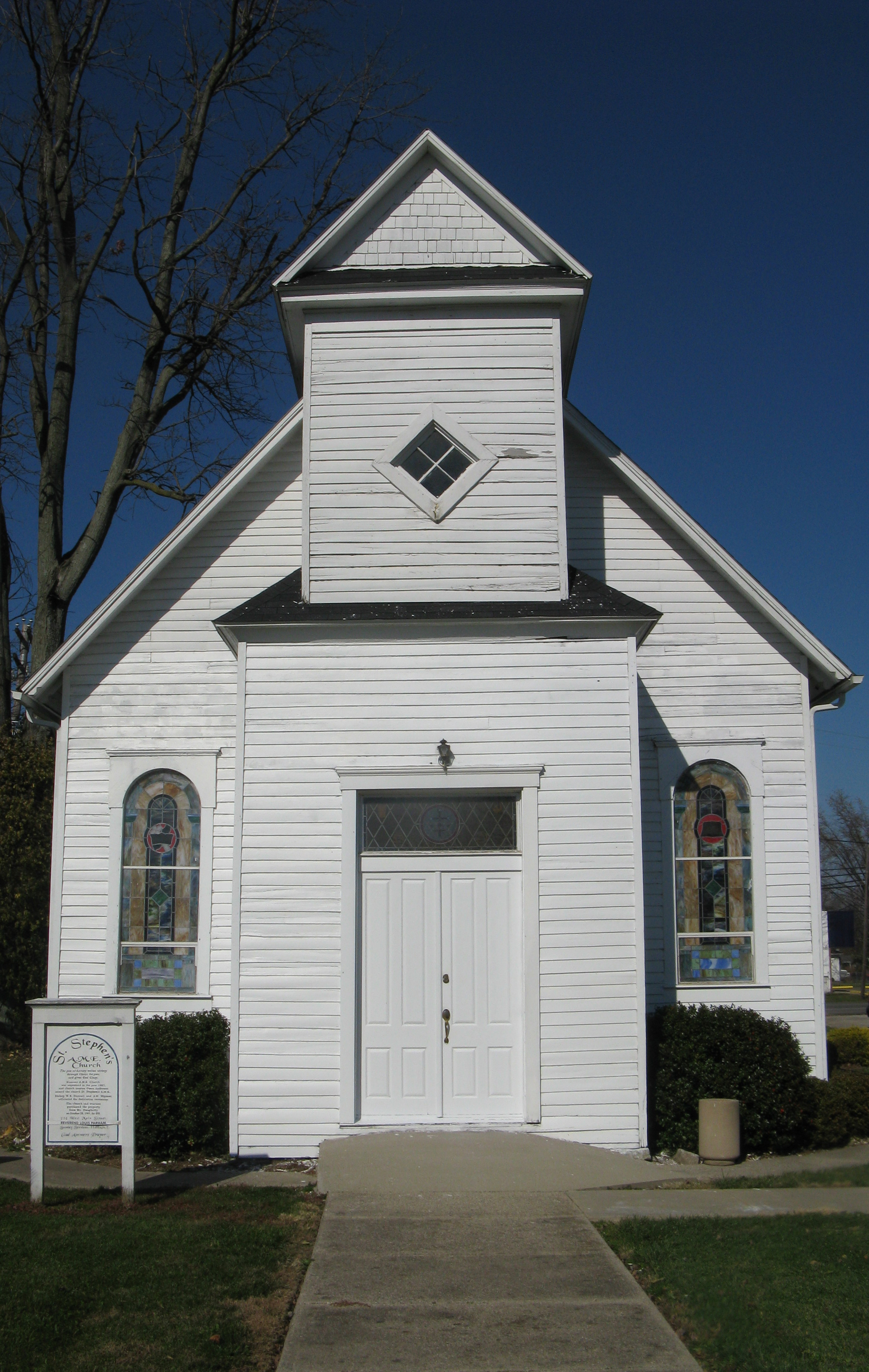
L'église St. Stephen
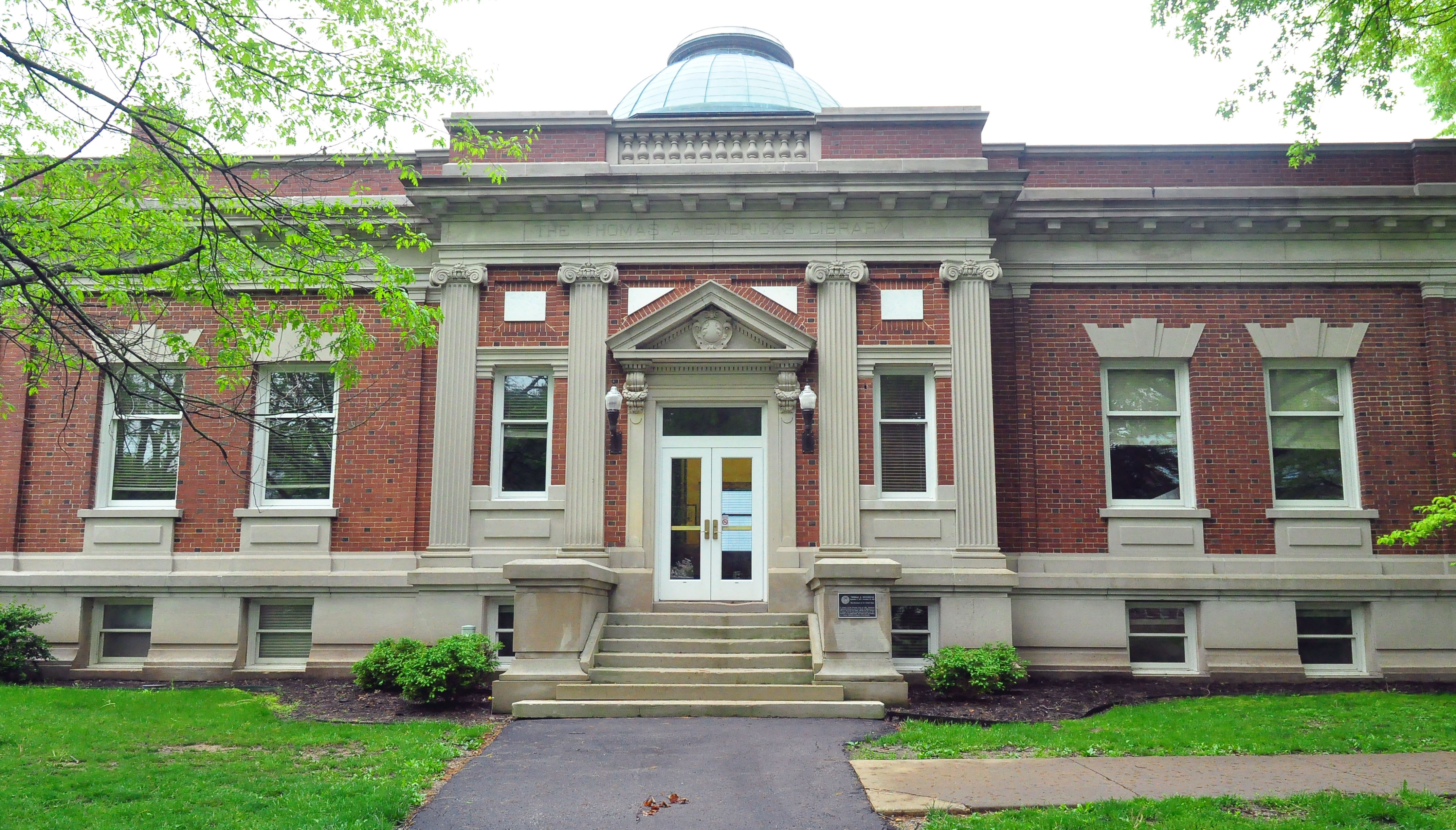
La bibliothèque Hendricks